# Malung-Sälen
Pour les articles homonymes, voir Salen.
La commune de Malung est une commune du comté de Dalarna en Suède. 9 969 personnes y vivent. Son siège se trouve à Malung.
La commune comptait 13 000 habitants dans les années 1960, mais la population n'a cessé de baisser depuis.

## Principales localités
Liste des principales localités de la commune de Malung avec leurs populations respectives.
- Lima (418)
- Limedsforsen (443)
- Malung (5 146)
- Malungsfors (559)
- Sälen (508) - domaine skiable renommé dans toute la Suède.
- Transtrand (373)
- Yttermalung (216)
- Öje (202)

## Divers
La Vasaloppet, une célèbre course de ski de fond, prend son départ à Sälen, sur le territoire de la commune de Malung.

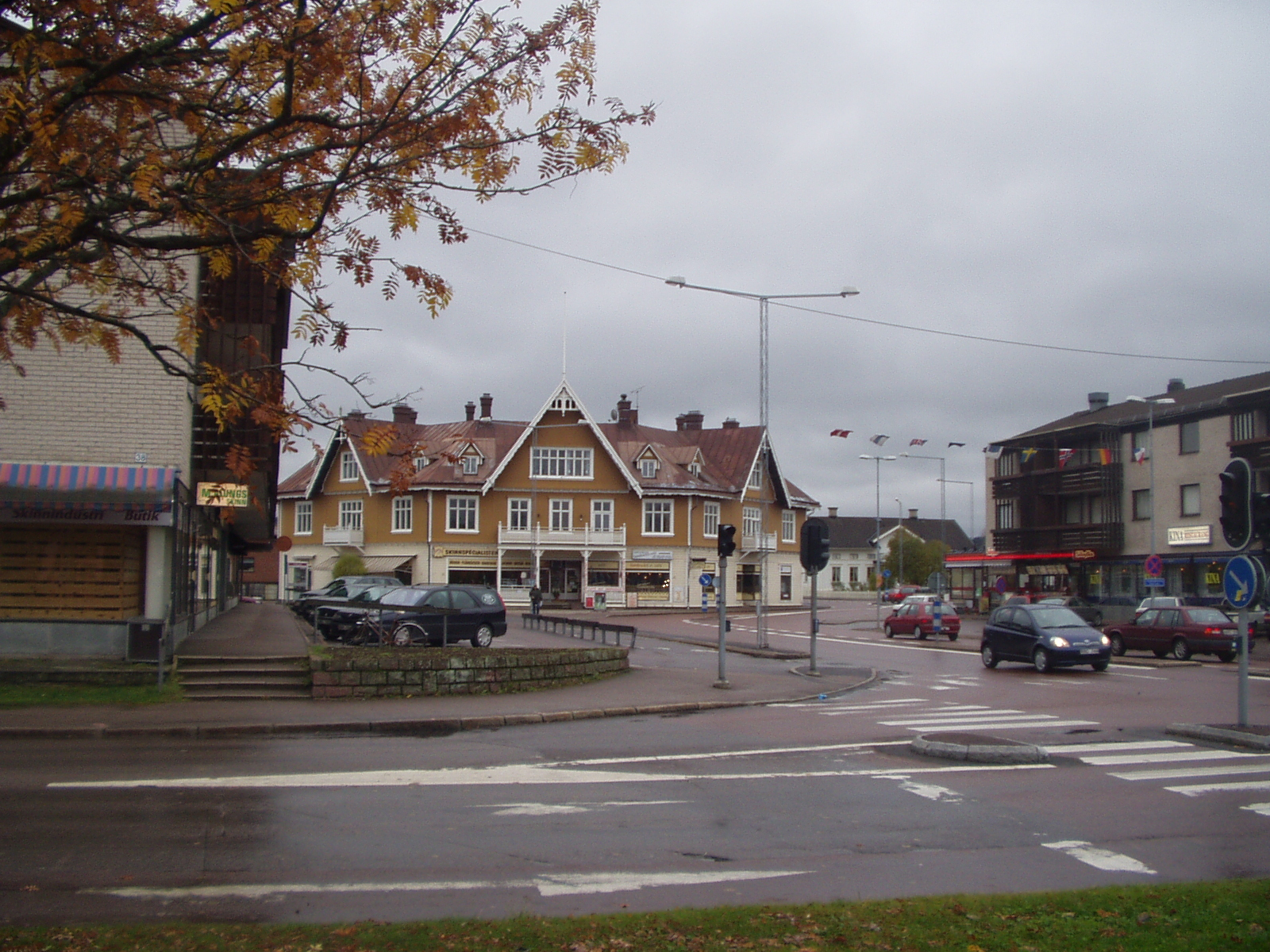
Le centre de Malung